# مايكل إندرس
مايكل إندرس (بالألمانية: Michael Endres)‏ (و. 1961  م) هو عازف بيانو، وأستاذ جامعي ألماني، ولد في زونتهوفن، يستخدم آلات بيانو.

## التعليم
تعلم في مدرسة جوليارد
.